# Steigvorstadt

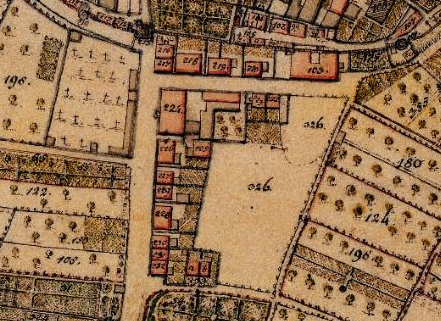
Die Steigvorstadt im Urkataster von 1825

Die Steigvorstadt (auch Steigsiedlung) ist ein historischer Siedlungskern der unterfränkischen Stadt Marktbreit im Landkreis Kitzingen. Sie entstand im 18. Jahrhundert zusammen mit der Buheleiten-Vorstadt.

## Geografische Lage
Die Steigvorstadt schließt sich im Süden an die Marktbreiter Altstadt an, die alten Straßenverläufe sind noch heute erkennbar. Sie bildete unmittelbar südlich der Stadtmauer eine Kreuzung, die im Westen vom Friedhof der Gemeinde begrenzt wird. Ursprünglich zog sie sich bis etwa 200 m vor der Stadt. Heute sind weite Teile der ehemaligen Vorstadt von Bahnanlagen überbaut. Lediglich die näher an der Altstadt gelegenen Elemente haben sich noch erhalten.
Die Vorstadt wurde von zwei Straßenzügen gebildet, die während ihrer Errichtung zunächst unbenannt waren. Der Hauptteil der Vorstadt lag an der sogenannten Chaussee von Uffenheim, die im Volksmund auch „Enheimer Steig“ genannt wurde. Von dieser Benennung leitet sich auch der Name Steigvorstadt ab, der erstmals von Otto Selzer geprägt wurde. Die Vorstadt wurde von den damaligen Hausnummern 216, 218–220 und 224–227 gebildet. Heute nehmen folgende Straßen die Baulichkeiten der Vorstadt ein:
| - Bahnhofstraße ab Nr. 7/9 |  | - Bernhard-Fischer-Straße |  |

## Geschichte
Der Marktort Marktbreit erfuhr im 18. Jahrhundert besondere Förderung von seinen Ortsherren, den Fürsten von Schwarzenberg. Man wollte die aufstrebende Siedlung am Main zu einem Umschlagplatz für Waren machen und siedelte deshalb auch vermehrt ausländische Bewohner an. Der Auslöser für die Errichtung zweier Vorstädte an der mainabgewandten Stadtseite war ein Hochwasser, das im Februar 1784 unter anderem den Kranen vollständig zerstörte und auch die Häuser der Marktbreiter teilweise unterspülte.
Im Zuge der Anlage der Steigvorstadt begann man erstmals außerhalb der im 16. Jahrhundert errichteten Ortsbefestigung Wohnhäuser zu errichten. Entlang der ehemaligen Fernstraße hatten sich bereits zwei Institutionen der örtlichen Bevölkerung entwickelt, die in einer frühneuzeitlichen Gemeinde zumeist keinen Platz innerhalb der Mauern hatten. So verlegte man den Friedhof 1566 vor die Tore und richtete im Haus Nr. 103 das sogenannte Seelhaus oder Spital ein.
Am 18. März 1784 erließ die schwarzenbergische Regierung eine Verordnung, wie die Vorstädte angelegt werden sollten. Hauptziel war explizit die Vermeidung weiterer Hochwasserschäden. Zunächst verfing der Aufruf der Regierung nicht. Erst im Dezember brachte man eine weitere Veröffentlichung heraus, die mit Förderungen für Neusiedler warb. Die Errichter künftiger Steinhäuser sollten abgabenfrei bleiben dürfen und Armen wurde eine Arbeit in der örtlichen Spinnerei versprochen.
Während die Buheleiten-Vorstadt insbesondere ärmere Bevölkerungsschichten anzog, entstanden in der Steigvorstadt zumeist zweigeschossige Mansarddachbauten für bürgerliche Kreise, die traufständig errichtet wurden. Die meisten Baulichkeiten hatten ausladende Steintreppen und waren von einer Gartenfläche umgeben. Den Anfang machte das Gasthaus zum Stern des Johann Paulus Bär im Jahr 1785. Das Haus in der Bahnhofstraße 21, das den heutigen Abschluss der Vorstadt bildet, war 1797 fertiggestellt.
Die Vorstadt bestand in der ersten Hälfte des 19. Jahrhunderts aus über 15 Gebäuden. 1849 entstand am Rande der Altstadt die katholische Ludwigskirche, auch weil mit der Verordnung über die Vorstädte den Neubürgern freie Ausrichtung ihrer (christlichen) Konfession versprochen wurde und die katholische Gemeinschaft in der eigentlich lutherischen Gemeinde stark wuchs. Mit dem Abriss des Steigtores im Jahr 1856 verband man die Altstadt mit der Vorstadt. Der Bau der Eisenbahn in den 1860er Jahren zerstörte den südlichen Teil der Steigvorstadt weitgehend. Die ehemalige Vorstadt wird als Bodendenkmal eingeordnet.